# Mori Yoshinari
Mori Yoshinari (森 可成?; 1523 – 19 ottobre 1570) fu un samurai giapponese del periodo Sengoku capo del clan Mori (Genji) e padre del famoso Mori Ranmaru.

## Biografia
Yoshinari fu inizialmente servitore del clan Saitō della provincia di Mino. Quando i Saitō furono sconfitti dal clan Oda nel 1555 Yoshinari e il suo clan divennero servitori di Oda Nobunaga. Yoshinari morì nel 1570 combattendo contro il clan Asakura. 
Dopo la sua morte il figlio Nagayoshi divenne nuovo capo del clan.

## Famiglia
- Figli maschi:
  - Mori Nagayoshi (1558-1584)
  - Mori Ranmaru (1565-1582)
  - Mori Tadamasa